# What Counts
What Counts è l'EP di debutto del gruppo hardcore punk statunitense Have Heart, pubblicato il 15 ottobre 2004 da Think Fast! Records.
È stato pubblicato sia su CD sia su 7"; la versione in 7" ha avuto cinque differenti stampe, in 813 copie la prima, 200 la seconda, 500 la terza, 250 la quarta e 550 la quinta, per un totale di 2 313 copie.
La versione su CD contiene due tracce bonus, Dig Somewhere Else e Reinforced. La traccia Something More Than Ink è stata in seguito ripubblicata nel disco di debutto The Things We Carry in una versione registrata nuovamente, mentre Lionheart era già stata pubblicata nel loro demo Demo 2003.

## Tracce

### 7"
1. Lionheart - 2:01
2. Get the Knife - 3:03
3. Something More Than Ink - 2:34
4. What Counts - 2:37

### Bonus track (CD)
1. Dig Somewhere Else - 1:54
2. Reinforced - 1:17

## Formazione
Formazione riferimenti
- Patrick Flynn - voce
- Ben Kelley - chitarra
- Ryan Hudon - chitarra
- Justin Pailing - batteria

### Crediti
- Todd "Flash Gordon" Pollack - fotografia